# Desvenlafaxine
La desvenlafaxine (ou O-desméthylvenlafaxine) est un antidépresseur inhibiteur de la recapture de la sérotonine-noradrénaline (IRSNa). Il a été développé par le laboratoire Wyeth (racheté depuis par Pfizer), et est commercialisé sous le nom de Pristiq. La desvenlafaxine correspond à l'un des métabolites de la venlafaxine (vendue sous le nom d'Effexor).

## Stéréochimie
La molécule de desvenlafaxine comporte un atome de carbone asymétrique, le carbone portant le groupe hydroxycyclohexyle et le groupe phénol. Elle est donc chirale et il existe donc deux stéréoisomères de la desvenlafaxine, répartis sous forme d'une paire d'énantiomères :
- (1R)-desvenlafaxine ;
- (1S)-desvenlafaxine.

## Applications
Le produit a reçu son autorisation de mise sur le marché pour le traitement de la dépression majeure aux États-Unis en mai 2008 , et au Canada en février 2009.
En revanche, en Europe, le laboratoire n'a pas convaincu les autorités de l'intérêt du produit par rapport à son prédécesseur, l'Effexor.
De même, la demande d'autorisation pour le traitement des bouffées de chaleur au cours de la ménopause a été refusée, les responsables estimant que l'efficacité n'était pas démontrée.